# Assar Kammenhed
Assar Kammenhed, född 8 februari 2003, är en svensk handbollsspelare som spelar för Lugi HF. Han är vänsterhänt och spelar som högernia.
Han deltog i U19-EM 2021 och i U20-EM 2022.